# Owen Chamberlain
Owen Chamberlain (São Francisco, 10 de julho de 1920 — Berkeley, 28 de fevereiro de 2006) foi um físico estadunidense. Compartilhou o Nobel de Física de 1959 com seu colaborador Emilio Gino Segrè, pela descoberta do antipróton, uma partícula fundamental.

## Vida
Filho de W. Edward Chamberlain, um radiologista de destaque, e de Genevive Lucinda Owen (nome de solteira). Chamberlain estudou Física na Faculdade de Dartmouth, em 1941, obteve seu diploma de bacharel e foi um membro da fraternidade Theta Chi. Inicia sua pós-graduação em Física na Universidade da Califórnia em Berkeley, onde permanece até o início da Segunda Guerra Mundial. Juntou-se ao Projeto Manhattan em 1942, quando trabalhou com Segrè, tanto em Berkeley quanto em Los Alamos, no Novo México. Em 1943, casou-se com Beatrice Babette Copper (1988), com quem teve três filhas e um filho. Posteriormente, casou-se com June Steingart Greenfield (1991) e seu último casamento foi com Senta Pugh Gaiser.
Em 1946, após a guerra, Chamberlain continuou com seu projeto de doutorado na Universidade de Chicago, orientado por Enrico Fermi. Fermi encorajou-o a deixar para trás as teorias físicas mais prestigiosas pela física experimental, pela qual Chamberlain tinha uma aptidão particular. Chamberlain recebeu seu doutorado pela Universidade de Chicago, em 1949.
Em 1948, terminado seus trabalhos experimentais, Chamberlain retornou para Berkeley como membro da faculdade (sendo promovido a professor de física em 1958), onde se reuniu com Segrè no Laboratório Nacional de Lawrence Berkeley. No laboratório, juntam-se com Dr. Clyde Wiegand e Dr. Thomas Ypsilantis e  estudaram a dispersão próton-próton, fazendo uso de poderosos aceleradores de partículas, inclusive do bevatron. Em 1955, uma série de experiências de dispersão de prótons levou ao descobrimento do antipróton, imagens espelhadas de carga negativa dos prótons.
O último trabalho de pesquisa de Chamberlain incluiu a câmara de projeção de tempo, (em inglês, TPC), e trabalhou no Centro de Aceleração Linear de Stanford.
Chamberlain foi também um ativista político da paz e da justiça social, e se manifestou contra a Guerra do Vietnam. Ele foi um influente membro da "Cientistas por Sakharov, Orlov e Scharansky", três físicos da União Soviética encarcerados por suas crenças políticas. Nos anos 1980, ele ajudou a formar o movimento de "congelamento" da corrida nuclear.
Em 1985 diagnosticou-se que Chamberlain tinha a doença de Parkinson, e ele se retirou das salas de aula em 1989. Em 28 de fevereiro de 2006, aos 85 anos, morreu em consequência de complicações da doença. Seu corpo foi cremado.

## Publicações selecionadas
- Chamberlain, Owen; Segre, Emilio; Wiegand, Clyde; Ypsilantis, Thomas, (October 1955). Observation of Antiprotons, Radiation Laboratory University of California predecessor to the Laboratório Nacional de Lawrence Berkeley (LBNL), United States Atomic Energy Commission, predecessor do Departamento de Energia dos Estados Unidos.
- Chamberlain, Owen; Segre, Emilio; Wiegand, Clyde, (November 1955). Antiprotons, Radiation Laboratory Universidade da Califórnia, predecessor do Laboratório Nacional de Lawrence Berkeley (LBNL), United States Atomic Energy Commission predecessor do Departamento de Energia dos Estados Unidos.
- Chamberlain, Owen; Keller, Donald V.; Mermond, Ronald; Segre, Emilio; Steiner, Herbert M.; Ypsilantis, Tom, (July 1957). Experiments on Antiprotons: Antiproton-Nucleon Cross Sections, Radiation Laboratory University of California predecessor to the Laboratório Nacional de Lawrence Berkeley (LBNL), United States Atomic Energy Commission, predecessor do Departamento de Energia dos Estados Unidos.
- Chamberlain, O, (December 1959). The Early Antiproton Work (Nobel Lecture), Radiation Laboratory Universidade da Califórnia, predecessor do Laboratório Nacional de Lawrence Berkeley (LBNL), United States Atomic Energy Commission, predecessor do Departamento de Energia dos Estados Unidos.
- Chamberlain, O, (September 1984). Personal History of Nucleon Polarization Experiments, Lawrence Berkeley Laboratory (LBL) predecessor do Laboratório Nacional de Lawrence Berkeley (LBNL), Departamento de Energia dos Estados Unidos.